# Grigorij Sulemin
Grigorij Sulemin, ros. Григорий Сулемин  (ur. 26 października 1986) – rosyjski judoka, wicemistrz Europy. 
Startuje w kategorii wagowej do 90 kg. Zdobywca srebrnego medalu mistrzostw Europy w Czelabińsku (2012).
Mistrz Rosji 2005 w kategorii do 81 kg.